# Lijst van industrieel erfgoed in Soest (Nederland)
De lijst industrieel erfgoed in Soest is een inventarisatie van industriële monumenten in de gemeente Soest. De lijst is in februari 2014 opgesteld door de Utrechtse Stichting voor het Industrieel Erfgoed (Usine). Het gaat om panden die mogelijk al de status van gemeentelijk monument of rijksmonument hebben.

## Soest
| Object | Oorspronkelijke functie? | Bouwjaar               | Architect       | Locatie                   | Coördinaten?                  | Nr.?           | Afbeelding |
| --- | ------------------------ | ---------------------- | --------------- | ------------------------- | ----------------------------- | -------------- | --- |
| Pompstation Arnhemse Waterleiding Mij, toenmalig dochterbedrijf van het Utrechts Waterleidingbedrijf                                          | waterpompstation         | 1929                   |                 | Den Blieklaan 1           | 52° 55' 59" NB, 5° 10' 21" OL | 0342/wikinr43  | Pompstation Arnhemse Waterleiding Mij, toenmalig dochterbedrijf van het Utrechts Waterleidingbedrijf                                          |
| Station Soest Zuid, station uit 1898 vervangen door wederopbouwstation type Vierlingsbeek, betonskelet met stalen ramen en gele stenen        | Gebouw                   | 1963                   | W. Kloos        | Eikenlaan 45              | 52° 57' 20" NB, 5° 10' 52" OL | 0342/wikinr701 | Station Soest Zuid, station uit 1898 vervangen door wederopbouwstation type Vierlingsbeek, betonskelet met stalen ramen en gele stenen        |
| Dorpspomp van metselwerk en smeedijzer (herplaatst in 1974)                                                                                   | Gebouw                   |                        |                 | Kerkebuurt                | 52° 6' 9" NB, 5° 11' 5" OL    | 0342/wikinr103 | Dorpspomp van metselwerk en smeedijzer (herplaatst in 1974)                                                                                   |
| PUEM transformatorhuisje | transformatorhuisje      | 1949                   |                 | Krommeweg                 | 52° 38' 24" NB, 5° 54' 0" OL  | 0342/wikinr114 | PUEM transformatorhuisje |
| Zuivelfabriek De Soester met schoorsteen uit 1941, boterkelders en woonhuis, gestart als Coöp Zuivelfabriek "De Soester"; in bedrijf tot 1949 | zuivelfabriek            | (1907-1933)            |                 | Middelwijkstraat 38       | 52° 6' 0" NB, 5° 10' 58" OL   | 0342/wikinr126 | Zuivelfabriek De Soester met schoorsteen uit 1941, boterkelders en woonhuis, gestart als Coöp Zuivelfabriek "De Soester"; in bedrijf tot 1949 |
| De Windhond | Gebouw                   | vm 1737 - replica 2008 |                 | Molenweg 30               | 52° 6' 6" NB, 5° 10' 55" OL   | 0342/wikinr702 | De Windhond |
| Watertoren van de Arnhemse Waterleiding Mij ontwerp H.F. Mertens, in 1984 verkocht; in 2022 volledig gerestaureerd tot woonhuis (1931)        | watertoren               |                        |                 | Oranjelaan 36             | 52° 10' 60" NB, 5° 17' 27" OL | 511722         | Watertoren van de Arnhemse Waterleiding Mij ontwerp H.F. Mertens, in 1984 verkocht; in 2022 volledig gerestaureerd tot woonhuis (1931)        |
| Jachthuis/tolhuis | tolhuis                  | 1831                   |                 | Park Vredehof 11          | 52° 11' 30" NB, 5° 16' 51" OL | 8570           | Jachthuis/tolhuis |
| Station Soestdijk met toiletgebouw aan het Stichtse lijntje,                                                                                  | station                  | 1898                   | J.F. Klinkhamer | Spoorstraat 1             | 52° 6' 36" NB, 5° 10' 33" OL  | 34111          | Station Soestdijk met toiletgebouw aan het Stichtse lijntje,                                                                                  |
| Schakelstation PUEM, sinds 2000 buiten bedrijf                                                                                                | schakelstation           | 1956                   |                 | Stadhouderslaan achter 47 | 52° 38' 24" NB, 5° 56' 35" OL | 0342/wikinr703 | Upload foto |
| Veenhuizertol | Transport                | 1826                   |                 | Biltseweg 25              | 52° 6' 41" NB, 5° 10' 18" OL  | 8545           | Veenhuizertol |
| Station Soest met goederenloods | station                  | 1898                   | J.F.Klinkhamer  | Stationsweg 18            | 52° 6' 8" NB, 5° 11' 1" OL    | 512714         | Station Soest met goederenloods |
| Voormalige maalderij Coöperatieve Landbouw Vereniging, nu winkel                                                                              | maalderij                | 1916                   |                 | Torenstraat 16            |                               | 0342/wikinr704 | Upload foto |

## Soestduinen
| Object | Oorspronkelijke functie? | Bouwjaar | Architect              | Locatie                     | Coördinaten?                  | Nr.?           | Afbeelding |
| --- | ------------------------ | -------- | ---------------------- | --------------------------- | ----------------------------- | -------------- | --- |
| Voormalig Station Soestduinen, gebouw uit 1865 is in 1910 ingrijpend gewijzigd type stationsgebouw II; gesloten in 1998 en woonhuis (1910)                                                                    | station                  | 1865     | Nicolaas J. Kamperdijk | De Beaufortlaan 1           | 52° 50' 31" NB, 5° 10' 33" OL | 0342/wikinr13  | Voormalig Station Soestduinen, gebouw uit 1865 is in 1910 ingrijpend gewijzigd type stationsgebouw II; gesloten in 1998 en woonhuis (1910)                                                                    |
| Transformatorhuisje PUEM (1945-1950) | transformatorhuisje      |          |                        | Van Weerden Poelmanweg ong. | 52° 50' 31" NB, 5° 10' 33" OL | 0342/wikinr188 | Transformatorhuisje PUEM (1945-1950) |
| Dienstwoningen Utrechtse Waterleiding Maatschappij bij Pompstation Soestduinen | woning                   | 1920     |                        | Van Weerden Poelmanweg 1-3  | 52° 50' 17" NB, 5° 10' 32" OL | 0342/wikinr189 | Dienstwoningen Utrechtse Waterleiding Maatschappij bij Pompstation Soestduinen |
| Pompstation Utrechtse Waterleiding Maatschappij tot eind jaren zestig, vm stoommachine (verwijderd) en plunjerpompen van Louis Smulders, uitbreiding in 1935 met Stork dieselmotor en centrifugaalpomp (1902) | waterpompstation         | 1902     |                        | Van Weerden Poelmanweg 2    | 52° 8' 36" NB, 5° 17' 46" OL  | 512724         | Pompstation Utrechtse Waterleiding Maatschappij tot eind jaren zestig, vm stoommachine (verwijderd) en plunjerpompen van Louis Smulders, uitbreiding in 1935 met Stork dieselmotor en centrifugaalpomp (1902) |

## Soesterberg
| Object | Oorspronkelijke functie? | Bouwjaar | Architect | Locatie            | Coördinaten?                 | Nr.?           | Afbeelding  |
| --- | ------------------------ | -------- | --------- | ------------------ | ---------------------------- | -------------- | ----------- |
| Vliegbasis Soesterberg, met oudste luchtvaartgebouw, hangars (1928) waaronder de Zulu-hal, werkplaatsen, brandweerkazerne, kerosine opslagplaats (met beschermende heuvel), 17 vliegtuigshelters voor een F15 (1969-1970), verkeerstoren, munitie opslagdepots, vliegtuighallen, radartoren, bunker 600 voor het Amerikaans opperbevel (1954-1994), waterkelders, start- en landingsbanen, incl. Duits commandohuis en Fallschirmtrockenrei (1942) etc.; gesloten in 2009 en krijgt nieuwe bestemming (historie vanaf 1911) | vliegveld                |          |           | Nieuwe Dolderseweg | 52° 44' 20" NB, 5° 9' 45" OL | 0342/wikinr721 | Upload foto |
| Militair voertuigenpark NSKK (1941) en mov. complex (1955) | voertuigencomplex        | 1895     |           | Nieuwe Dolderseweg |                              | 0342/wikinr722 | Upload foto |